# Ascozonus monascus
Ascozonus monascus är en svampart som beskrevs av Brumm. & M.J. Richardson 2000. Ascozonus monascus ingår i släktet Ascozonus och familjen Thelebolaceae.   Inga underarter finns listade i Catalogue of Life.